# Gamadji Saré
Gamadji Saré ist ein Dorf und namensgebender Hauptort einer Landgemeinde (Communauté rurale) sowie Sitz eines Arrondissements im Département Podor der Region Saint-Louis, gelegen im Norden Senegals.

## Geographische Lage
Die Landgemeinde Gamadji Saré genießt im Département Podor eine zentrale Lage und umschließt als Enklave die Stadt Ndioum. Der Hauptort liegt sieben Kilometer westlich von Ndioum gegenüber der langgezogenen Insel Morfil am linken südlichen Ufer des in westliche Richtung mäandrierenden Doué, der diese Insel als linker südlicher Nebenarm des Senegal-Stroms vom Rest des Landes trennt. Das Gemeindegebiet umfasst eine Fläche von 1400 km². Es erstreckt sich in West-Ost-Richtung etwa 20 Kilometer entlang der Flüsse und reicht in Nord-Süd-Richtung 70 Kilometer weit vom Ufer des Senegal über die Insel Morfil bis in die Trockengebiete des Ferlo. Mithin reicht das Gemeindegebiet quer durch die Region Saint-Louis von der Grenze zu Mauretanien im Norden bis zur Grenze der Region Louga im Süden.
Zur Landgemeinde zählen rund 30 Dörfer (und etliche Weiler), die sich in vier Gruppen gliedern. Zu dem Dorf Thiélao auf der Insel Morfil gruppieren sich die Dörfer Alwar, Moundouwaye, Ngane, Sabou Allah, Thialma, Dembé, Koppé Mangaye. Dem in der südlichen Trockenzone Diéri liegenden Dorf Namarel sind zugeordnet (mit Weilern) Ngassama (Yoli), Ngadiack (Namardé), Mbathior (Kéléli), Koyli Gotty (Mbélogne), Ngassama Bombodé (Bombodé), Sowonabé Bélel (Hamet Korga), Gourel Bolo. Die Hochuferterrasse westlich der Stadt Ndioum um den Hauptort Gamadji Saré begleiten die Dörfer (mit Weilern) Gamadji Peulh 3 (Béwédji, Boki Ndoula, Bida, Kadione), Aba, Wendou Diami. Östlich von Ndioum orientieren sich auf das Dorf Wouro Malé die Dörfer (mit Weilern) Mangaye (Wouro Maham), Dianel (Loumbol Thilli), Wouro Mbaye, Diara, Korkadiel (Lidoubé), Kahel Wouro Thierno Mamoudou, Kahel Diara.
Gamadji Saré liegt 360 Kilometer nordöstlich von Dakar, 200 Kilometer östlich der Regionalpräfektur Saint-Louis und 30 Kilometer südöstlich von Podor.

## Bevölkerung
Nach den letzten Volkszählungen hat sich die Einwohnerzahl der Landgemeinde wie folgt entwickelt:
| Jahr | Einwohner |
| ---- | --------- |
| 1988 |           |
| 2002 | 24.329    |
| 2013 | 20.387    |

## Verkehr und Infrastruktur
Die Nationalstraße N 2 verbindet Gamadji Saré mit allen Städten der Flussregionen von Saint-Louis im Westen bis Kidira im Osten des Landes. Die nächstgelegenen Städte an der N2 sind Dagana (88 km) im Westen, Ndioum (7 km) im Osten und Thilogne (130 km) im Südosten. Seit Oktober 2014 führt der Pont de Ndioum östlich der Stadt über den Senegal-Nebenarm Doué auf die Insel Morfil und verbindet so den Norden der Landgemeinde und ihre Dörfer mit dem nationalen Fernstraßennetz.
Über die N2 ist Gamadji Saré mit dem 32 km entfernt gelegenen Flugplatz Podor und mit dem nationalen Luftverkehrsnetz verbunden.